# River (singel Ellie Goulding)
River – singiel promocyjny brytyjskiej piosenkarki oraz kompozytorki Ellie Goulding wydany 14 listopada 2019 roku. River jest coverem świątecznego utworu z 1971 roku autorstwa Joni Mitchell. Piosenka jest dostępna wyłącznie za pośrednictwem Amazon Music. Singiel dostał się na szczyt brytyjskiej listy UK Singles Chart. 

## Historia
Singel River Ellie Goulding nagrała jako nową wersję utworu Joni Mitchell. W wywiadzie dla Billboard na początku 2019 roku Goulding mówiła o swojej miłości do Joni Mitchell w przeszłości i nazwała ją jako jedną z pierwszych autorek piosenek, w których zakochała się w młodości. Powiedziała wtedy: 

Dopiero gdy dorastałam, odkryłam pisanie piosenek, wtedy nauczyłam się gry na gitarze i słuchałam Imogen Heap i Björk, Ani DiFranco, a zwłaszcza Joni Mitchell.

27 grudnia 2019 roku utwór znalazł się na szczycie notowania UK Singles Chart.    Singiel nie był dostępny nigdzie poza platformą YouTube oraz Amazon Music, gdzie można go legalnie pobrać. Amazon dodał utwór do świątecznych list odtwarzania.

Jestem tak za księżycem, że miałem okazję zaśpiewać tak piękną piosenkę, tak blisko mojego serca, przez jednego z najlepszych autorów tekstów wszech czasów - kogoś, kto zainspirował mnie bardzo do następnego albumu i cieszy mnie to tak bardzo, że ludzie w rezultacie stali się również nowymi fanami Joni. To był rollercoaster roku, ale nie może wymyślić lepszego prezentu urodzinowego niż ostatni numer 1 dekady

## Teledysk
Piosenka jest dostępna jedynie za pośrednictwem Amazon Music, lecz został nakręcony to niej również teledysk, który premierę miał na koncie YouTube Ellie Goulding 4 grudnia 2019 roku. Reżyserią teledysku zajął się David Soutar a sam obraz był realizowany w okolicach Dungeness południowym wybrzeżu Anglii. W teledysku widzimy jak Ellie wraz ze znajomymi sprząta tamtejszą plaże a ze znalezionych śmieci tworzą recyklingową choinkę, która następnie została ofiarowana szkole The Village Prep School w Londynie a następnie przeznaczona do ponownego wykorzystania:  

Kręcenie klipu w Dungeness było piękne, ale również przypomnieniem, że każdy kawałek plastiku, jaki kiedykolwiek powstał, wciąż znajduje się na tej planecie. Plastikowe rzeczy są wszędzie, a nasze wybrzeża strasznie cierpią. To materiał, który przetrwa setki lat, więc musimy mieć plan. Chcieliśmy pokazać coś innego i uwzględnić inny rodzaj świątecznego przesłania, tworząc jednocześnie coś pięknego do ponownego użycia i pięknego - tak się cieszę, że będzie żył w Village Prep School, mam nadzieję, że odwiedzi wiele szkół

## Lista utworów
- Digital download (14 listopada 2019)[1]

1. River – 4:06

## Notowania
| Państwo | Data | Lista                                | Pozycja | Źródło |
| ------- | ---- | ------------------------------------ | ------- | ------ |
| UK      | 2019 | UK Singles (Official Charts Company) | 1       | [ 6 ]  |

## Certyfikaty
| Kraj     | Certyfikat | Sprzedaż | Źródło |
| -------- | ---------- | -------- | ------ |
| UK (BPI) | Srebro     | 200 000+ | [ 7 ]  |